# Saint-Sauveur-Villages
Saint-Sauveur-Villages é uma comuna francesa na região administrativa da Normandia, no departamento da Mancha. Estende-se por uma área de 53.70 km². Em 2010 a comuna tinha 3 740 habitantes (densidade: 69,6 hab./km²).
Foi criada em 1 de janeiro de 2019, a partir da fusão das antigas comunas de Saint-Sauveur-Lendelin (sede da comuna), Ancteville, Le Mesnilbus, La Ronde-Haye, Saint-Aubin-du-Perron, Saint-Michel-de-la-Pierre e Vaudrimesnil.